# ソンチャー区
ソンチャー区（ソンチャーく、ベトナム語：Quận Thanh Khê / 郡山茶）は、ベトナム社会主義共和国のダナン市に存在する区 (郡)。

## 行政区画
ソンチャー区は7の坊を有する。
- アンハイバク坊（An Hải Bắc / 安海北）
- アンハイドン坊（An Hải Đông / 安海東）
- アンハイタイ坊（An Hải Tây / 安海西）
- マンタイ坊（Mân Thái / 閩泰）
- ナイヒエンドン坊（Nại Hiên Đông / 耐軒東）
- フオックミー坊（Phước Mỹ / 福美）
- トークアン坊（Thọ Quang / 寿光）